# Parandra vitiensis
Parandra vitiensis là một loài bọ cánh cứng trong họ Cerambycidae.